# Ve Šperkotně
Přírodní památka Ve Šperkotně byla vyhlášena v roce 1986 a nachází se u obce Hradečno. Důvodem ochrany je vlhkomilná lokalita s výskytem kapradiny jazyk hadí (Ophioglossum vulgatum).

## Galerie

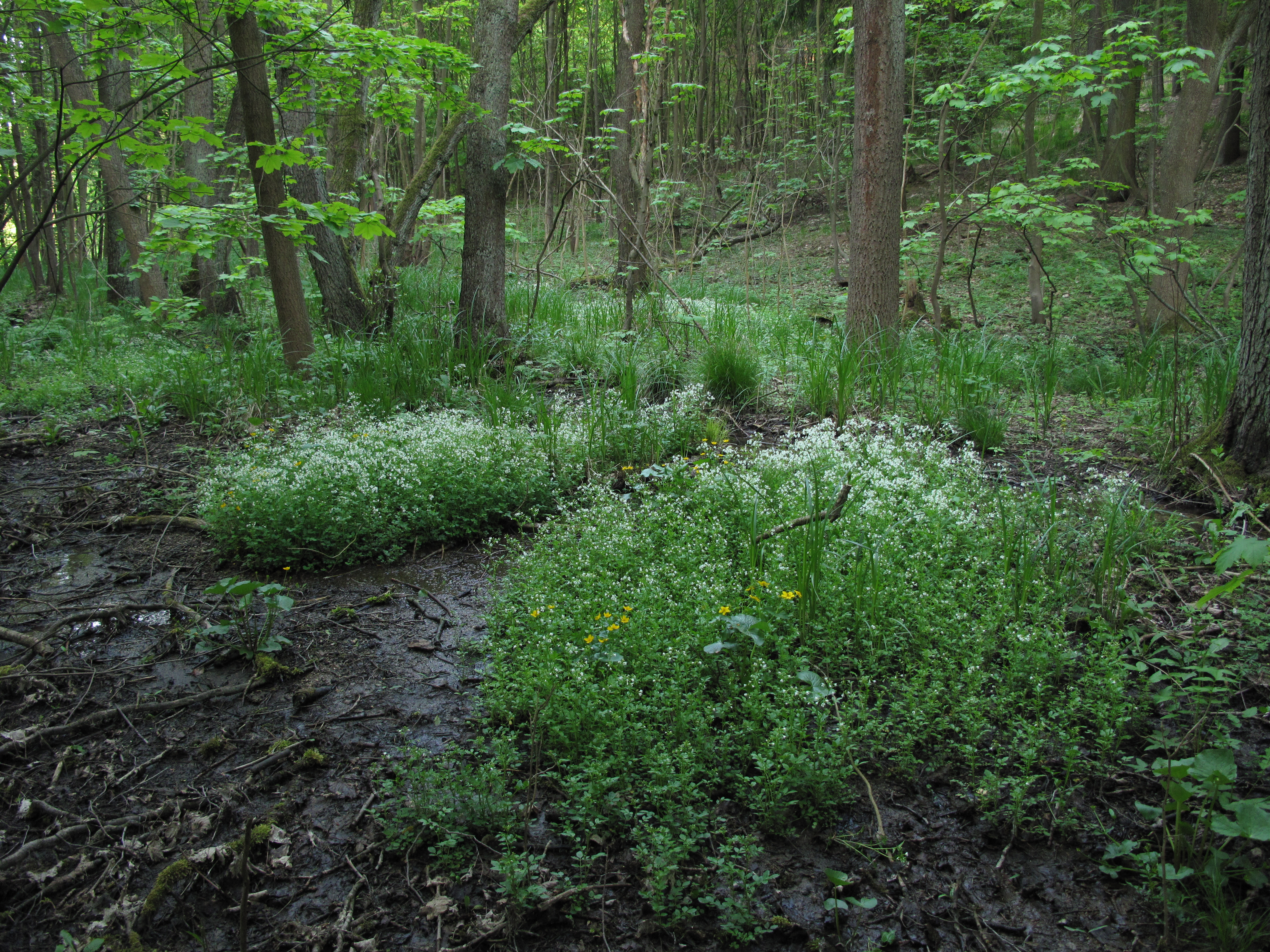
Kvetoucí bělázářka v mokřadu
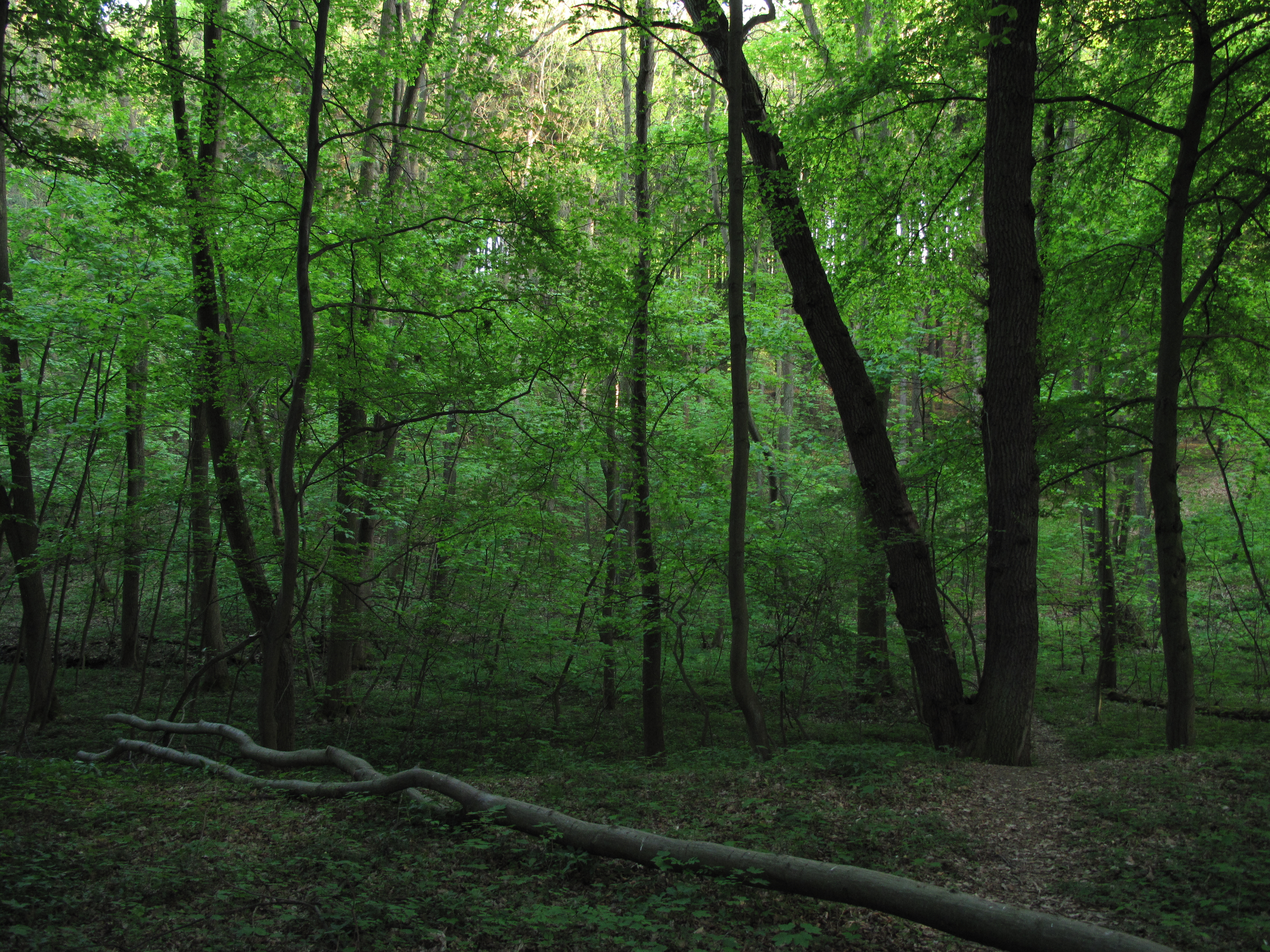
Luh pod terénním zlomem